# 陳宗愈
陳宗愈（？—？），字抑之，號省堂，廣東廣州府新會縣人。明朝政治人物、進士出身。

## 生平
萬曆十六年（1588年）戊子科舉人，十七年（1589年）己丑科進士，兵部觀政，六月初授婺源县知县，任半载丁艱歸。二十一年起復授福建南靖县知县，二十六年升南京大理寺評事，二十八年升右寺正，出为廣信府知府，三十三年丁憂。三十六年起補赣州府知府，四十年四月升廣西左江道副使，以病告归。

## 家族
曾祖陈维。父陳碩，母周氏。子陈孟苞。